# 聖瑪加利書院
聖瑪加利書院（英語：St Margaret's College，為香港一所已停辦的津貼中、小學，位於灣仔，於1960年創立，並於1966年增設中學部。
因收生暴跌，小學及中學部分別於1995年及2007年停辦。

## 歷史
此校前身為聖瑪加利英文小學，於1960年由宗座外方傳教會屬下聖瑪加利大堂創立，早年僅設半日制小學，其後於1966年增設中學部，並遷入肇輝台新建校舍。
中學部早年僅收男生，直至1973年才改為男女校。五年後，中學部轉為津貼學校，但小學部仍為私立，直至停辦為止。
1984年，此校改由天主教香港教區續辦。
由於收生不足，小學部早於1986年已需縮班，並於九年後停辦。及後，因中學部於2005年只錄取一班中一，教區亦決定於兩年後自行停辦，結束全校共47年的歷史。

## 歷任行政人員[4]

### 校監
- 1966年-1991年：博理 神父（創校校監及校長；任內逝世）
- 1991年-？：龔偉南 神父
- 閻德龍 神父[7]
- ？-2007年：麥景鴻 神父（末任校監）[1]

### 校長

#### 中學部
- 1966年-1978年：博理 神父（創校校長）
- 1978年-2003年：湛仲明 先生
- 2003年-2007年：劉柏齡 先生（末任校長）

#### 小學部
- ？-1967年：杜逸文 神父[8]
- 1967年-？：博理 神父

## 校舍
此校原有校舍佔地2,974平方米，設27間課室及各類特別室。
停辦後，原有校舍於2008年供同系高主教書院小學部遷校。

## 知名/傑出人物

### 教師
- 陳志明：前天主教香港教區副主教，1975-76年間於此校任教倫理科[11]

### 校友
- 李偉才（1968年小六畢業、1973年中五畢業）[12]：科幻作家、前香港天文台高級科學主任
- 馮煒光（1979年重讀中五畢業）[12]：前政府新聞統籌專員
- 葛珮帆，BBS，JP（1983年中三肄業）[13]：立法會議員，為民建聯成員
- 盧慶輝（1987年中五畢業）：香港男演員
- 丁子高（中三肄業）[14]：商人，為歌手楊千嬅丈夫
- 游清源[15]：專欄作家
- 馬貫東[16]：無綫電視男藝人
- 邵仲衡（小六畢業）：香港男演員
- 岑寶兒：前香港女演員

## 註解
1. 1 2  2005年數字[1]
2. ↑  後改為24間

## 外部連結
- 聖瑪加利書院官方網頁（存檔）